# Entephria grossi
Entephria grossi är en fjärilsart som beskrevs av Hoffmann och Klos 1917. Entephria grossi ingår i släktet Entephria och familjen mätare. Inga underarter finns listade i Catalogue of Life.